# یاری شورمن
یاری شورمن (انگلیسی: Jari Schuurman؛ زادهٔ ۲۲ فوریهٔ ۱۹۹۷) بازیکن فوتبال اهل پادشاهی هلند است که در حال حاضر برای باشگاه فوتبال دوردرخت، از باشگاه‌های حاضر در لیگ دسته اول فوتبال هلند در پست هافبک بازی می‌کند.
از باشگاه‌هایی که در آن بازی کرده است می‌توان به باشگاه فوتبال ویلم دوم و باشگاه فوتبال دوردرخت اشاره کرد.
وی همچنین در تیم‌های ملی فوتبال زیر ۱۶ سال هلند، زیر ۱۷ سال هلند و زیر ۱۹ سال هلند بازی کرده است.

## دوران باشگاهی

### فاینورد
شورمن در جوانی در باشگاه فوتبال جی‌جی‌اس بازی کرد تا اینکه در سال ۲۰۰۴ به آکادمی جوانان باشگاه فوتبال فاینورد ملحق شد. او در ۸ مه ۲۰۱۶ در تیم اصلی برای اولین بار به میدان رفت، این بازی، آخرین بازی فصل ۲۰۱۵/۱۶ در لیگ برتر فوتبال هلند، در خانه مقابل باشگاه فوتبال ان‌ئی‌سی نایمخن که با پیروزی یک بر صفر برای فاینورد به پایان رسید، بود. او پس از گذشت هشتاد و هفت دقیقه از بازی، به عنوان بازیکن جانشین تونی ویلهنا برای لحظات پایانی وارد زمین شد.

### ویلم دوم
باشگاه فوتبال فاینورد،  در ژوئن ۲۰۱۶، برای داشتن فرصت بیشتر برای بازی، شورمن را به مدت یک سال به باشگاه فوتبال ویلم دوم قرض داد، که در فصل قبل از طریق پیروزی در بازی‌های پلی‌آف سقوط توانسته بود در لیگ برتر فوتبال هلند باقی بماند. او برای این باشگاه در ۲۵ نوامبر ۲۰۱۶ اولین گل خود را در جریان یک بازی فوتبال حرفه‌ای به ثمر رساند، گلی که او در یک مسابقه لیگ، خارج از خانه مقابل باشگاه فوتبال گو اهد ایگلز زد. این گل همچنین یک گل سه امتیازی برای ویلم دوم بود و به واسطه آن، ویلم دوم با نتیجه یک بر صفر برنده شد. گل دوم شورمن در ۱۶ آوریل ۲۰۱۷ در یک مسابقه خانگی باز هم در تقابل با باشگاه فوتبال گو اهد ایگلز به ثمر رسید. این بار او دومین گل را زد که در آن روز، بازی با نتیجه دو بر صفر به پایان رسید. به گفته مدیر فنی باشگاه فوتبال فاینورد، مارتین فن خیل، در پایان فصل ۲۰۱۶/۱۷ زمان بازی که شورمن در ویلم دوم دریافت می‌کرد برای فاینورد ناامیدکننده و ناکافی بود. در نهایت، شورمن که بازیکن فاینورد بود، در ۱۱ بازی به صورت قرضی برای ویلم دوم شرکت کرد و سه بار برای این تیم گلزنی کرد.

### ان‌ئی‌سی نایمخن
در ماه اوت سال ۲۰۱۷، باشگاه فوتبال فاینورد شورمن را دوباره به تیم دیگری قرض داد، این بار به باشگاه فوتبال ان‌ئی‌سی نایمخن که به تازگی به لیگ دسته اول فوتبال هلند، ژوپیلر لیگ، سقوط کرده بود، هدف این انتقال قرضی بود. شورمن در ۲۵ اوت ۲۰۱۷ در بازی ژوپیلر لیگ که با نتیجه ۱–۱ برابر باشگاه فوتبال گو اهد ایگلز به پایان رسید، برای اولین بار برای نایمخن بازی کرد. او پس از ۷۹ دقیقه جای اسون براکن را در ترکیب گرفت. در ۱۵ سپتامبر، او گل تساوی‌بخش تیمش را در جریان تساوی ۱–۱ مقابل باشگاه فوتبال امن به ثمر رساند.

### باشگاه فوتبال دوردرخت
پس از نیم فصل بازی در باشگاه فوتبال یونگ فاینورد، او به مدت نیم فصل به باشگاه فوتبال دوردرخت قرض داده شد و پس از پایان مدت قرضی برای سه سال با شاپکاپن (کله‌قوچی‌ها) دوباره قرارداد امضا کرد.

## دوران ملی
شورمن نماینده تیم‌های جوانان هلند در سطوح زیر ۱۵، زیر ۱۶، زیر ۱۷ و زیر ۱۹ سال هلند بود.